# Dungannon (Regno Unito)
Dungannon è una città del Regno Unito facente parte del distretto nordirlandese di Mid-Ulster.